# Friedenskirche (Stralsund)
Die Friedenskirche Stralsund ist eine Kirche in der Frankensiedlung in Stralsund.

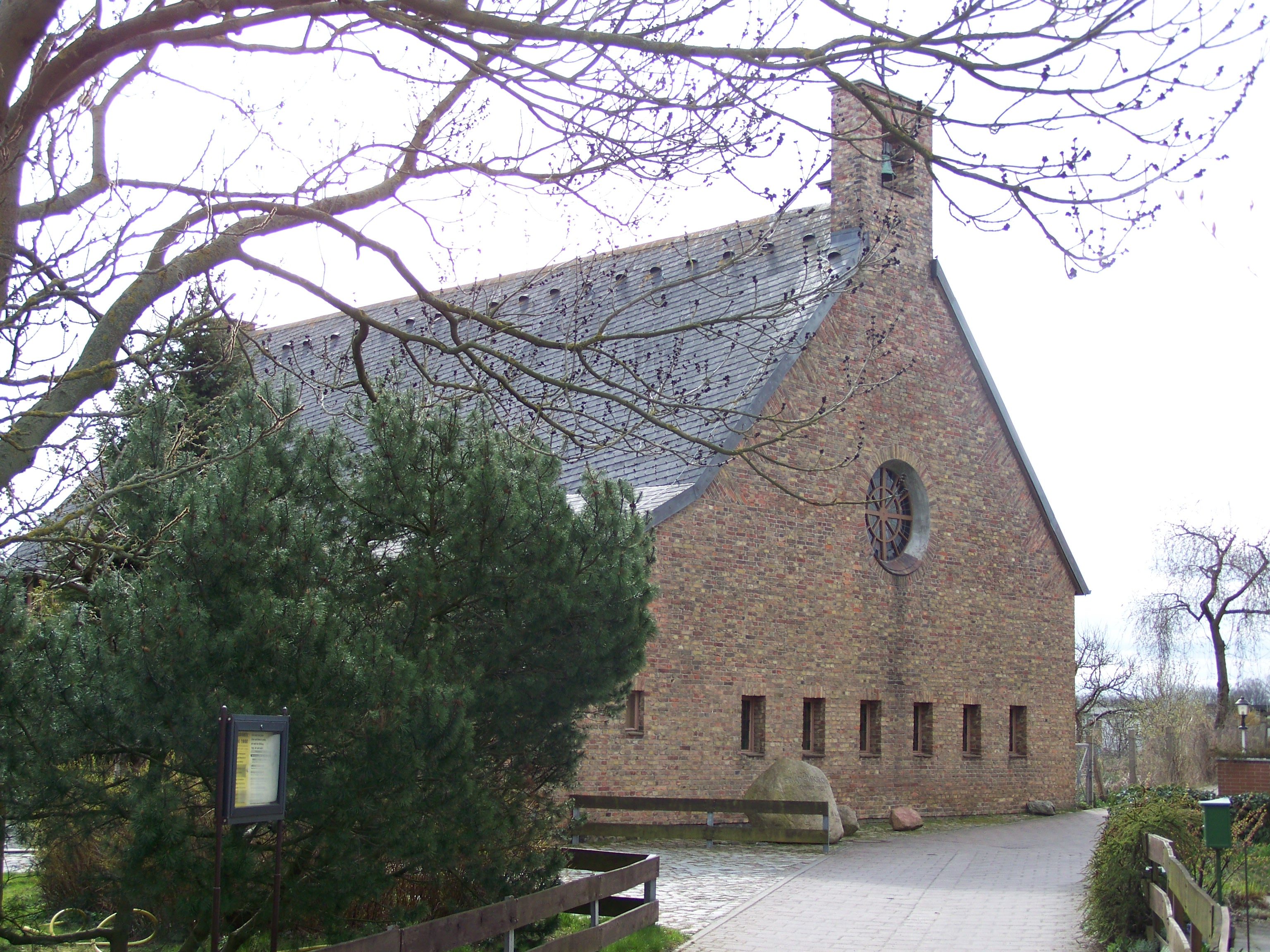
Die Friedenskirche in Stralsund (2008)

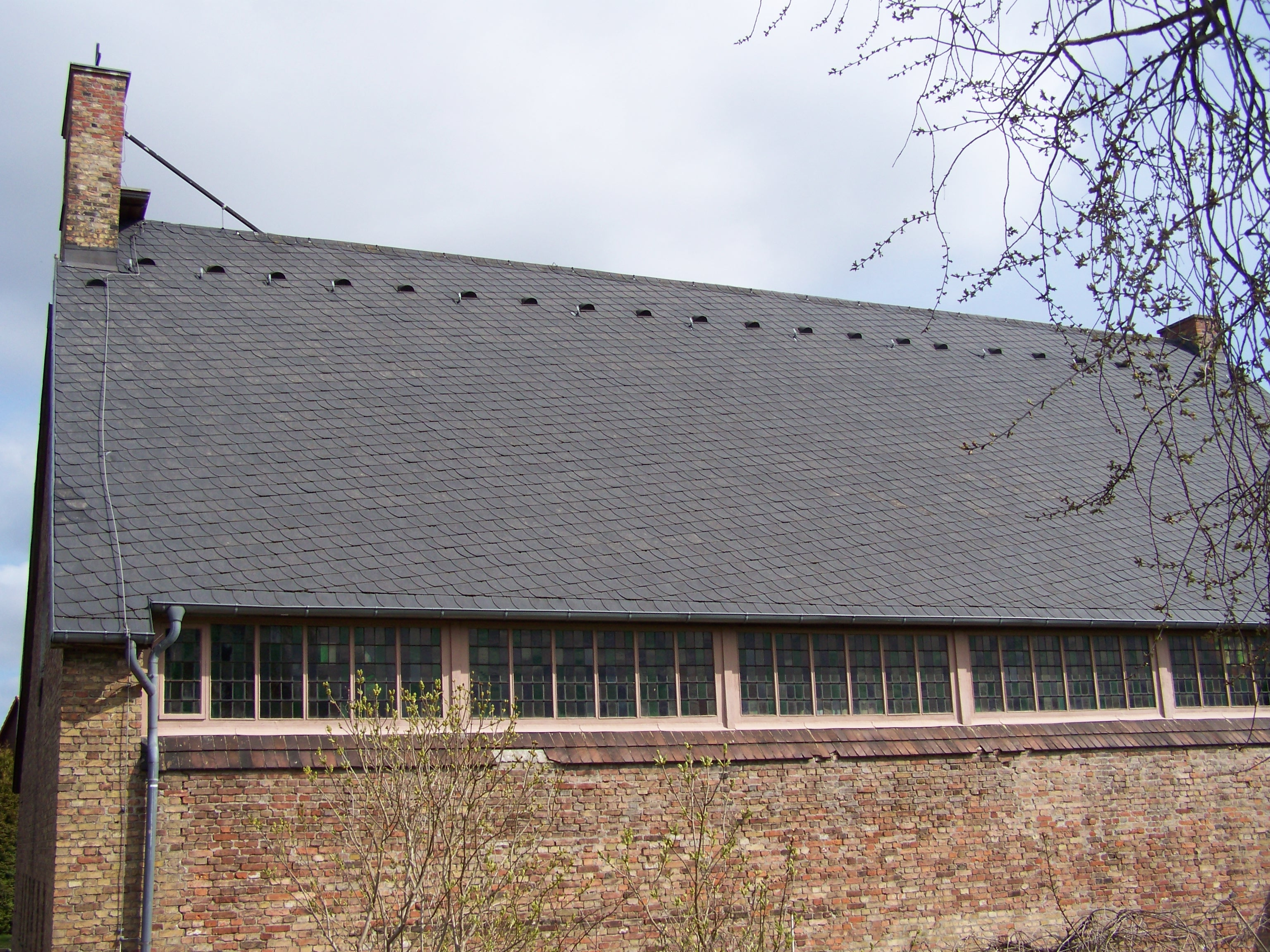
Blick von der Seite (2008)

## Geschichte
Pläne zur Errichtung einer Kirche der Kirchengemeinde St. Jakobi/Heilgeist für die Frankensiedlung gab es bereits beim Ausbau dieses Stadtgebietes. Nach dem Zweiten Weltkrieg wurden die Pläne umgesetzt. Aufgrund der starken Zerstörungen an der Jakobikirche beim Bombenangriff auf Stralsund am 6. Oktober 1944 benötigte die Gemeinde neue Räumlichkeiten für ihre Gottesdienste. 
In den Jahren 1950 bis 1951 wurde im Notkirchenprogramm die Friedenskirche im Voigdehäger Weg nach Bauplänen von Otto Bartning errichtet. Die Einweihung fand am 22. Juli 1951 statt. Die Friedenskirche entspricht, leicht abgewandelt, Bartnings „Notkirchen“-Grundentwurf „Typ B, ohne gesonderten Altarraum“. 
Die hölzerne Tragwerkskonstruktion ist innen frei sichtbar, beginnt am Fundament und endet am Dachfirst. Die Außenmauern bestehen aus unverputzten Abbruchziegeln von Kriegsruinen in Stralsund.
Ende der 1970er Jahre wurde das Pfarrhaus gegenüber der Friedenskirche gebaut.
Seit Dezember 2016 ist das Gebäude in die Liste der Baudenkmale in Stralsund eingetragen.

## Kirchengemeinde
1952 erfolgte die Gründung einer eigenen Gemeinde. Die Friedensgemeinde schloss sich 2001 mit der Gemeinde der Kirche Voigdehagen zur Kirchengemeinde Frieden/Voigdehagen zusammen. 2009 folgte die Zusammenlegung zur Kirchengemeinde Heilgeist/Frieden/Voigdehagen.
Die Gemeinde gehört seit 2012 zur Propstei Stralsund im Pommerschen Evangelischen Kirchenkreis der Evangelisch-Lutherischen Kirche in Norddeutschland. Vorher gehörte sie zum Kirchenkreis Stralsund der Pommerschen Evangelischen Kirche.